# Michael Fiedler
Michael Fiedler (* 30. Oktober 1959) ist ein ehemaliger deutscher Fußballspieler.

## Sportlicher Werdegang
Fiedler begann seine aktive Laufbahn beim Berliner Klub BFC Preussen, für den er Ende der 1970er Jahre in der Oberliga Berlin debütierte. Sowohl in der Spielzeit 1979/80 als auch der Folgesaison wurde er mit dem Klub Berliner Meister und scheiterte anschließend in der Aufstiegsrunde zur 2. Bundesliga. Als Finalspieler im Wettbewerb um den Berliner Landespokal 1979/80 gegen Wacker 04 Berlin sowie um den Berliner Landespokal 1980/81 gegen die Reinickendorfer Füchse holte er dabei das lokale Double.
Mit seinen elf Saisontoren hatte Fiedler höherklassig auf sich aufmerksam gemacht und schloss sich im Sommer 1981 den lokalen Zweitligisten Hertha BSC an. Bei der 2:3-Niederlage am zehnten Spieltag der Zweitligaspielzeit 1981/82 bei Kickers Offenbach stellte Trainer Uwe Klimaschefski ihn direkt in die Startelf, dort stand er auch bei der 0:1-Heimniederlage gegen TSV 1860 München am folgenden Spieltag. Im weiteren Saisonverlauf kam er noch zu drei Einsätzen als Einwechselspieler. Am Saisonende kehrte der Klub als Vizemeister in die Bundesliga zurück, er wechselte jedoch für eine Saison zum 1. FC Saarbrücken in die drittklassige Amateur-Oberliga Südwest. 1985 kehrte er nach Berlin zurück, wo er sich Tennis Borussia Berlin anschloss. Mit dem Klub gewann er erneut das Berliner Double, in der Spielzeit 1984/85 kassierte er mit der Mannschaft nur eine Saisonniederlage und im Berliner Landespokal 1984/85 gewann er mit der Mannschaft das Finalspiel gegen den SC Charlottenburg durch einen Treffer von Robert Jüttner mit 1:0. Mit drei Toren in der Aufstiegsrunde war er maßgeblich an der Zweitligarückkehr TeBes beteiligt. In der Zweitligaspielzeit 1985/86 lief der in 28 Meisterschaftsspielen für den Verein auf, der am Saisonende einen Abstiegsplatz belegte.
Im Sommer 1986 wechselte Fiedler zu Wacker 04 Berlin, der Klub spielte in der viertklassigen Landesliga Berlin. Trotz des Aufstiegs in die Oberliga im Sommer 1987 schloss der mittlerweile vornehmlich als Libero auflaufende sich Hertha 03 Zehlendorf an. Im Finalspiel um den Berliner Landespokal 1988/89 holte er seinen vierten Titel im Berliner Pokal, Thomas Herbst und Piotr Podkowik führten die Mannschaft als Torschützen zu einem 2:0-Erfolg über Türkiyemspor Berlin. 